# Ñuble (region)
Ñuble (hiszp. XVI Región de Ñuble) – jeden z 16 regionów Chile. Jego stolica to Chillán. Składa się z trzech prowincji. Został utworzony 6 września 2018 z terenu dotychczasowej prowincji Ñuble, która wchodziła w skład regionu Biobío.
Prowincje regionu:
- Itata(inne języki),
- Diguillín(inne języki),
- Punilla(inne języki).

W miejscowościach Quinchamalí i Santa Cruz de Cuca, w Chillán, w prowincji Diguillín kultywowana jest tradycja wyrobu czarnej ceramiki, wpisana w 2022 roku na listę niematerialnego dziedzictwa kulturowego wymagającego pilnej ochrony.